# Szereszów
Szereszów (biał. Шарашова) – osiedle typu miejskiego na Białorusi w obwodzie brzeskim, w rejonie prużańskim, ok. 1,9 tys. mieszkańców (2010).

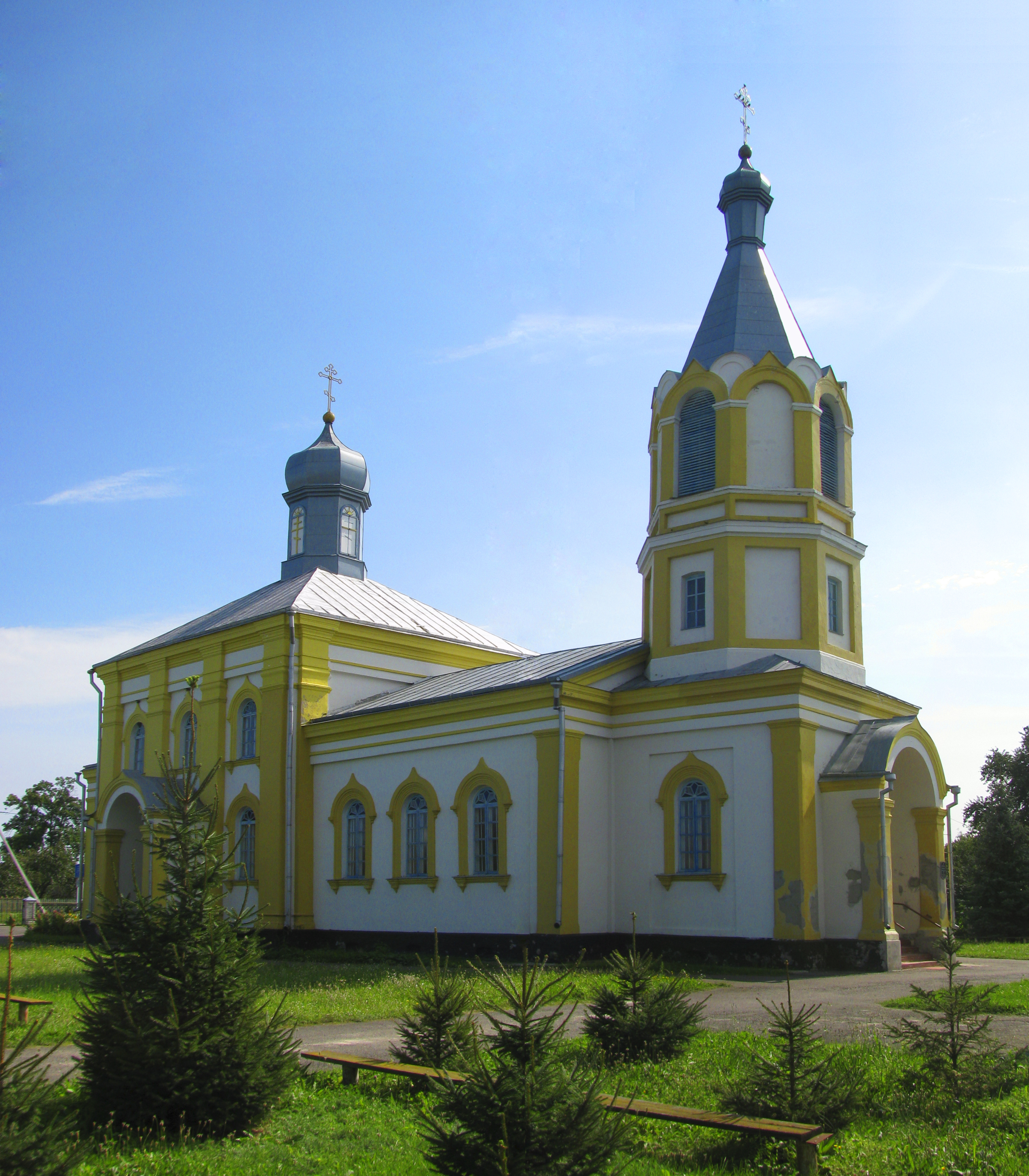
Cerkiew św. Mikołaja Cudotwórcy

Siedziba parafii prawosławnej (pw. św. Mikołaja Cudotwórcy) i rzymskokatolickiej (pw. Trójcy Przenajświętszej).
Miasto królewskie położone było w końcu XVIII wieku w starostwie niegrodowym szereszowskim w powiecie brzeskolitewskim województwa brzeskolitewskiego.
Za II RP miejscowość była siedzibą wiejskiej gminy Szereszów.